# Mord im Pfarrhaus
Mord im Pfarrhaus (Originaltitel The Murder at the Vicarage) ist der zehnte Kriminalroman von Agatha Christie. Er erschien zuerst im Vereinigten Königreich im Oktober 1930 im Collins Crime Club und in den USA bei Dodd, Mead and Company später im selben Jahr. 1952 gab der Scherz Verlag Bern die deutschsprachige Erstausgabe in der Übersetzung von Melanie Steinmetz heraus. Derselbe Verlag veröffentlichte 2002 die bis heute verwendete Neuübersetzung von Irmela Brender.
Dieses Buch ist der erste Roman, in dem Miss Marple ermittelt. Seit Dezember 1927 waren zwar schon in The Royal Magazine und The Story-Teller Magazine einige Kriminalgeschichten mit dieser Figur erschienen, diese wurden aber erst 1932 in einem Buch Der Dienstagabend-Klub (Originaltitel The Thirteen Problems) veröffentlicht. Bei ihrem ersten Romanauftritt löst Miss Marple zwar das Problem, bleibt aber als Figur gegenüber dem Inspektor und dem ebenfalls ermittelnden Pfarrer noch stark im Hintergrund. Das sollte sich mit den folgenden Miss-Marple-Romanen ändern.

## Handlung
Rev. Leonard Clement ist Gemeindepfarrer in St. Mary Mead, einem fiktiven Dorf im Südwesten Englands. Aus seiner Sicht wird der Roman in der Ich-Perspektive erzählt. Scherzhaft wünscht er Colonel Protheroe, einem Ekelpaket und meistgehassten Mann im Dorf, den Tod, als dieser wieder einmal seine Buchführung überprüfen will, weil er die Unterschlagung von Kirchengeldern vermutet. Dann wird Protheroe in Clements Arbeitszimmer ermordet aufgefunden, und Lawrence Redding, ein Maler, der im Anbau sein Atelier hat, übernimmt die Verantwortung. Die ganze Sache wird aber verwirrender, als auch die Frau des Colonels und Geliebte des Malers, Anne Protheroe, ein Geständnis ablegt. Inspektor Slack hat es bald mit nicht weniger als sieben Verdächtigen, darunter der vorlauten Tochter des Toten, der jungen Pfarrersgattin, dem Neffen von Pfarrer Clement und nicht zuletzt dem Pfarrer selbst, zu tun. Auch die neu nach St. Mary Mead gezogene und als mysteriös geltende Mrs. Lestrange sowie der Archäologe Dr. Stone und dessen Sekretärin geraten in Verdacht. Miss Marple, eine freundliche, ein wenig klatschsüchtige alte Jungfer, die gerne mit ihrem Fernglas Vögel beobachtet, sieht vieles und entlarvt schließlich den beziehungsweise die Mörder – es sind tatsächlich der Maler Lawrence Redding und seine Geliebte Anne Protheroe. Raymond West, Miss Marples Neffe, hingegen hilft dabei, das Geheimnis um Dr. Stone zu lüften.

## Figuren inMord im Pfarrhaus
- Miss Jane Marple, alt-jüngferliche Amateurdetektivin
- Rev. Leonard Clement, der Pfarrer von St. Mary Mead
- Griselda Clement, seine Frau
- Dennis, sein Neffe
- Mary, das Hausmädchen der Clements
- Ronald Hawes, Vikar
- Colonel Lucius Protheroe
- Anne Protheroe, seine zweite Frau
- Lettice Protheroe, seine Tochter und Stieftochter Annes
- Mrs. Lestrange
- Lawrence Redding, ein Maler
- Dr. John Haydock, der Dorfarzt
- Colonel Melchett, der Polizeichef des Bezirks
- Inspektor Slack
- Dr. Stone, ein Archäologe
- Gladys Cramp, seine Sekretärin
- Mrs. Price Ridley
- Mrs. Hartnell
- Mrs. Wetherby
- Raymond West, Miss Marples Neffe

## Kritiken
Die Times Literary Supplement vom 6. November 1930 trägt die verschiedenen Fragen vor, sowohl, wer Protheroe getötet haben könnte, als auch, warum, und schließt: „Für eine Detektivgeschichte ist der einzige Fehler, dass es schwer fällt, zu glauben, dass Protheroe wirklich so schnell und leise ermordet wurde. An allen drei Schauplätzen, Bibliothek, Garten und Dorf, kann Miss Marple alles sehen und hören; und sie erfährt alles und zieht die schlimmstmöglichen Schlüsse. Drei weitere ‚Parish cats‘ (wunderbar porträtiert) leben in den drei Nachbarhäusern. Es ist Miss Marple, die am Ende den Mörder entlarvt, aber man hat den Verdacht, dass sie das in der Wirklichkeit schon früher getan hätte“.
Die Kritik des Romans in The New York Times Book Review vom 30. November 1930 bemerkt: „Die talentierte Miss Christie ist weit von ihrem Besten entfernt in ihrer neusten Kriminalgeschichte. Es trägt wenig zu ihrem Ruhm auf dem Gebiet des Detektivromans bei.“ Die Kritik fährt fort, dass Christie „die lokale Schwesterschaft der Jungfern mit viel Klatsch und Tratsch vorstellt. Ein bisschen davon reicht schon, und der durchschnittliche Leser neigt zum Überdruss, besonders gegenüber der liebenswerten Miss Marple.“ Der Kritiker fasst die Handlung zusammen und schließt: „Die Lösung ist ein deutlicher Anti-Höhepunkt.“

## Verfilmungen und Bühnenfassungen

### The Murder at the Vicarage (1949, Theateradaption)
1949 wurde der Roman von Moie Charles und Barbara Toy für die Bühne adaptiert. Die offizielle Biografie behauptet, dass die Adaption von Christie selbst stammt. Was auch immer die Wahrheit über die Autorenschaft ist, Christie war von dem Stück begeistert und besuchte die Proben und die Premiere.
Die Uraufführung fand am 17. Oktober 1949 im New Theatre in Northampton statt, dann zog es ins Playhouse Theatre ins West End Theatre nach London um, wo es am 16. Dezember Premiere hatte. Dieses Theaterstück ist die erste Darstellung von Miss Marple außerhalb ihrer Romane. Sie wurde von Barbara Mullen gespielt. Regie führte Reginald Tate, der auch die Rolle von Lawrence Redding übernahm. Das Stück lief über 126 Vorstellungen bis zum 1. April 1950.

### Verfilmungen
Der Roman wurde viermal für das Fernsehen verfilmt, zuerst 1970 auf Deutsch für das ZDF in der Regie von Hans Quest mit Inge Langen als Miss Marple.
Auf Englisch gab es zwei Verfilmungen für Folgen von Miss-Marple-Fernsehserien, zuerst 1986 für die Serie Miss Marple der BBC mit Joan Hickson als Miss Marple und Paul Eddington als Pfarrer. 2004 wurde der Roman in der ITV-Serie Agatha Christie’s Marple mit Geraldine McEwan als Miss Marple, Tim McInnerny als Pfarrer, Derek Jacobi als Colonel Protheroe und Janet McTeer als dessen Frau verfilmt.
2016 erschien ein französischer Fernsehfilm aus der Reihe Agatha Christie: Kleine Morde/Mörderische Spiele, die 14. Episode der zweiten Staffel unter dem Titel Der Fall Protheroe, dessen Handlung stark abgewandelt wurde.
Der auf Deutsch ebenfalls Mord im Pfarrhaus genannte Film von 2005 (Originaltitel Keeping Mom) hat keinen Zusammenhang mit dem Roman.

## Wichtige englisch- und deutschsprachige Ausgaben
- 1930, Erstausgabe, im Vereinigten Königreich, bei Collins Crime Club (London)
- 1930, Erstausgabe, in den Vereinigten Staaten, bei Dodd Mead and Company (New York)
- 1952, deutsche Erstausgabe: Mord im Pfarrhaus, in der Übersetzung von Melanie Steinmetz, im Scherz Verlag (Bern)[4]
- 2002, Neuübersetzung von Irmela Brender[5]

Der Roman erschien zuerst als Fortsetzungsroman in der Chicago Tribune in fünfundfünfzig Folgen von Montag, den 18. August 1930, bis zum Montag, den 20. Oktober 1930.

## Wiederkehrende Nebenfiguren
Das ein wenig weltfremd wirkende Pfarrer-Ehepaar Leonard und Griselda Clement taucht noch in weiteren Miss-Marple-Romanen als Randfiguren auf, so in Die Tote in der Bibliothek und 16 Uhr 50 ab Paddington. Die Figur des Raymond West, Miss Marples Neffe und Erfolgsschriftsteller in London, wird hier erstmals eingeführt und in zahlreichen Marple-Romanen zu einer wichtigen Nebenfigur, die oft miträtselt, vor allem in Der Dienstagabend-Klub.

## Widmung
Die Widmung des Buches lautet:
„To Rosalind“
Das Buch ist ihrer Tochter Rosalind Hicks gewidmet, Tochter aus ihrer ersten Ehe mit Archibald Christie (1890–1962) und ihr einziges Kind. Rosalind war elf Jahre alt, als das Buch erschien.

## Hörbücher
- 2003 Mord im Pfarrhaus mit der original Miss-Marple-Filmmelodie. Gelesen von Hans Kremer. Regie Caroline Neven du Mont. Gekürzte Fassung von Sarah Kilgariff. Aus dem Englischen von Antoinette Gittinger. Der Hörverlag München[9]
- 2003 Mord im Pfarrhaus (6 CDs): ungekürzte Lesung. Sprecherin: Ursula Illert. Regie: Hans Eckardt. Übersetzung von Irmela Brender. Verlag und Studio für Hörbuchproduktionen. Marburg/Lahn[10]
- 2013 Mord im Pfarrhaus (1 MP3-CD): ungekürzte Lesung. Gelesen von Thomas Loibl. Aus dem Englischen von Irmela Eisenhardt-Brender. Der Hörverlag München[11]

## Hörspiel
- 1970 Mord im Pfarrhaus: Hörspiel des Bayerischen Rundfunks, Bearbeitung und Regie: Otto Kurth, mit Erika von Thellmann als Miss Marple, Hans Quest, Ingrid Capelle, Elmar Wepper, Wolfgang Weiser, Edith Hancke, Hanne Wieder, Jürgen Goslar u. a.[12]